# عزام الأقرع
عزام الأقرع (31 كانون الأول/ ديسمبر 1969م - 2 كانون الثاني/ يناير 2024م)، قائد سياسي وعسكري فلسطيني، أحد المؤسسين لكتائب عز الدين القسام الذراع العسكري لحركة المقاومة الإسلامية حماس.

## النشأة والتعليم
ولد عزام حسني صلاح الأقرع في 31 كانون الأول 1969م، في بلدة قبلان جنوب مدينة نابلس بفلسطين، تلقى تعليمه في مدارسها وصولاً إلى الثانوية العامة.

## العمل السياسي والعسكري
عام 1987م اندلعت الإنتفاضة الفلسطينية الأولى، والتى شارك فيها عزام كبقية الشباب الفلسطيني. وفى نفس العام تم تأسيس حركة المقاومة الفلسطينية (حماس)، كان الأقرع من أوائل المنتمين لها، وفى عام 1989م اعتقل لأول مرة من قبل قوات الإحتلال الإسرائيلي لمدة تسعة أشهر. أعيد إعتقاله مرة أخرى مطلع عام 1992م وحكم عليه بالإعتقال الإداري لستة أشهر، كما اعتقل مجدداً في كانون الأول من نفس العام، وبعد ذلك أُبعد رفقة 415 معتقل من عناصر حركتي حماس والجهاد الإسلامي إلى مرج الزهور جنوب لبنان. عندما سمحت قوات الإحتلال الإسرائيلي بعودة المُبعدين إلى فلسطين، رفض عزام العودة وآثر البقاء في لبنان لمواصلة العمل العسكري، أسس مع أخرين كتائب الشهيد عز الدين القسام الجناح العسكري لحركة حماس. إنتقل بعد ذلك إلى سوريا، والتى غادرها عام 2011م إلى مصر ومن ثم تركيا وأخيراً عاد إلي لبنان.

## الإغتيال
اغتيل عزام الأقرع في بيروت، مساء يوم الثلاثاء 20 جُمادى الآخرة 1445هـ الموافق 2 يناير (كانون الثاني) 2024م، عن عمر الرابعة والخمسين بعد 88 يومًا على بدء معركة طوفان الأقصى، إثر غارة جوية إسرائيلية أستهدفت مكتبًا لحركة حماس في المشرفية بضاحية بيروت الجنوبية، وأسفرت عن مقتله وكذلك مقتل كل من نائب رئيس حركة حماس صالح العاروري، والقيادي القسامى سمير فندي وأربعة عناصر آخرين من الحركة وهم محمود زكي شاهين ومحمد بشاشة ومحمد الريس وأحمد حمود. إضافة إلى جرح 11 أخرين.